# Canabacee
Canabaceele (Cannabaceae) sau canabinaceele (Cannabinaceae) este o familie de plante erbacee dicotiledonate anuale sau perene holarctice, lipsite de latexuri, dar prevăzute cu glande secretoare de substanțe aromatice puternic mirositoare.  Tulpină este erectă (Cannabis) sau volubilă (Humulus). Frunze stipelate, simple sau compuse, alterne. Florile sunt unisexuate, dioice, în inflorescențe cimoase, aflate pe plante diferite. Florile mascule au periantul cu 5 diviziuni sepaloide și androceul cu 5 stamine, iar florile feminine au periantul rudimentar cu 5 diviziuni sepaloide, așezate la baza ovarului unilocular și uniovulat. Polenizarea este anemofilă. Fructul este o nuculă (achenă).

## Specii din România
Flora României cuprinde 3 specii ce aparțin la 2 genuri:
- Cannabis
  - Cannabis sativa – Cânepă
- Humulus
  - Humulus lupulus – Hamei
  - Humulus scandens – Hamei japonez